# Micraeschus
Micraeschus là một chi bướm đêm thuộc họ Noctuidae.

## Các loài
- Micraeschus elataria Walker, 1861
- Micraeschus rufipallens Warren, 1913